# Trận Arsuf
Trận Arsuf là một trận chiến của cuộc Thập tự chinh lần thứ ba, trong đó Richard I của Anh đã đánh bại Saladin ở Arsuf. Sau một loạt các cuộc tấn công quấy rối bởi lực lượng của Saladin, trận chiến đã tham gia vào sáng ngày 07 tháng 9 năm 1191. Lực lượng của Richard đã chống lại mọi nỗ lực để phá vỡ sự gắn kết trong đội hình của họ cho đến khi hàng ngũ của các Hiệp sĩ Dòng đền bị phá vỡ, ông tập hợp lại lực lượng của mình và dẫn họ tới chiến thắng.

## Nam tiến từ Acre
Sau khi chiếm được Acre năm 1191, Richard đã phải chiến đấu theo kiểu hàng loạt các cuộc đụng độ với Saladin, mà mục tiêu chính là để ngăn chặn sự tái chiếm Jerusalem. Biết rằng mình cần phải kiểm soát được hải cảng Jaffa trước khi thực hiện được một nỗ lực tấn công về Jerusalem, Richard bắt đầu hành quân dọc theo bờ biển từ Acre vào ngày tháng 8 năm 1191. Richard đã cố gắng chuẩn bị trước với sự chú ý tới mọi tiết.
Ý thức được những bài học của thảm họa tại trận Hattin, ông biết rằng cái mà quân đội của ông cần nhất là nước và sự kiệt sức là nguy hiểm lớn nhất của họ. Mặc dù bị nhiều sức ép về thời gian, ông đã cho chỉ hành quân trong buổi sáng trước khi phải chịu cái nóng đỉnh cao trong ngày. Ông đã cho dừng lại nghỉ ngơi thường xuyên, luôn luôn ở bên cạnh các nguồn nước. Hạm đội khởi hành đi dọc theo bờ biển để cung cấp những hỗ trợ tức thì, đó là một nguồn cung cấp lương thực và nơi điều trị cho những người bị thương. Ý thức được sự nguy hiểm từ khả năng xuất hiện vào bất cứ lúc nào của đối phương cũng như kỹ năng tấn công đánh và rút của họ, ông luôn tìm cách giữ đội hình các cột một cách chặt chẽ với một xương sống gồm mười hai đại đội kỵ binh, mỗi đại đội có khoảng một trăm hiệp sĩ. Lực lượng bộ binh hành quân tạo thành một cánh để hộ tống cho kỵ binh khỏi bị tấn công từ phía đất liền.
Bất chấp liên tục bị quấy rối bởi các kỵ cung và tarantulas của Saladin vào ban đêm, chiến thuật của Richard vẫn đảm bảo tổ chức và kỷ luật của Thập tự quân vẫn được duy trì hoàn cảnh khó khăn nhất. Baha ad-Din ibn Shaddad, nhà sử gia Hồi giáo mô tả cuộc hành quân như sau:
| “ | Người Hồi giáo bắn tên vào bên sườn của họ, cố gắng để khuấy động họ phá vỡ hàng ngũ, nhưng họ vẫn kiểm soát được một cách kiên nhẫn đội hình của mình và tiếp tục hành quân, họ vẫn tiến binh một cách rất đều đặn cùng với các con tàu của họ lúc này di chuyển dọc theo bờ biển song song với họ, cho đến khi họ kết thúc từng giai đoạn hành quân và hạ trại. | ” |

Baha al-Din cũng mô tả sự khác biệt về sức mạnh của nỏ của quân Thập tự và cung của quân đội của mình. Ông từng nhìn thấy bộ binh Latinh diễu hành với mười mũi tên gắn trên giáp mà không không tỏ ra đau đớn chút nào, trong khi vũ khí của họ lại đánh bại được cả ngựa lẫn quân của mình.

## Chiến lược của Saladin
Khi quân Thập tự chinh đã hành quân đến phía bên kia của sông ở Caesarea, Saladin cũng tiến hành cách bố trí đội hình riêng của mình. Ông đã lên kế hoạch tung quân của mình qua các con đường La Mã cổ ở sâu bên trong vùng nội địa, cho phép ông ta có thể tấn công theo hướng nào có cơ hội thuận tiện nhất. Nhưng việc quân Thập tự chinh hành quân dọc theo ven biển đã bắt buộc ông phải theo tiến theo hướng song song với họ. Vào lúc bình minh lên, các cuộc tấn công quấy rối không có tác dụng như dự định; và chúng đã được đẩy mạnh cường độ và trở thành những trận chiến nhỏ trong quá trình hành quân. Khi quân đội của Richard tiến đến Caesarea vào ngày 30 tháng Tám, lực lượng bảo vệ phía hậu quân được chỉ huy bởi Hugh III của Burgundy đã phải chịu các cuộc tấn công nghiêm trọng và nó bị cắt ra khỏi phần còn lại của quân đội trong một thời gian. Richard đã cố gắng để tập hợp toàn bộ đội quân trong khi các giáo sĩ đi cùng với họ hô to Sanctum Sepulchrum adjuva ("Thánh Sepulchre hãy trợ giúp chúng tôi!").
Saladin, đánh giá sự tiến quân của đội hình của đối phương và ra quyết định tiến hành một cuộc tấn công ở Arsuf gần Jaffa, trong khi quân đội của ông phải đối mặt với quân Thập tự chinh ở phía tây và phía biển. Sườn phía bắc của ông được bảo vệ bởi các cánh rừng của Arsuf với con sông Rochetaillée và đầm lầy ở phía trước. Ở phía nam, sườn trái của ông đã được bảo vệ bằng một dải các ngọn đồi có cây cối rậm rạp, nó trải xuống chính những tàn tích của thành phố Arsuf. Kế hoạch là dử quân Thập tự chinh tiến vào sau một loạt những trận trá bại và tiêu diệt họ bằng một cuộc tổng tấn công khi mà thế trận của họ đã bị vỡ. Khoảng cách giữa những ngọn đồi của Arsuf và biển chỉ có 2 dặm (3,2 km), làm cho Richard ít có khoảng không gian để cơ động, và hạn chế sức mạnh tổng lực của các hiệp sĩ được bọc thép dày. Saladin coi đây là cái bẫy hoàn hảo nhưng Richard đã nhanh chóng biến nó thành một cơ hội cho ông ta.

## Trận đánh
Vào rạng sáng ngày 7 tháng 9 năm 1191, sứ giả của Richard đi đến các doanh trại và thông báo rằng trận chiến sẽ xảy gia ngày hôm đó. Các Hiệp sĩ Templar dưới sự chỉ huy của Robert de sable được lệnh phía trước, cùng với người Angevin và Breton, theo sau là Guy của Lusignan và Poitevins. Tiếp đến là những người Anh-Norman và sau đó là những người Flemings dưới sự chỉ huy của James của Avesnes. Sau người Flemings là đến người Pháp và cuối cùng là Hiệp sĩ Cứu tế, đứng đầu là Fra Garnier de Nablus. Dưới sự lãnh đạo của Henry II của Champagne, một đội quân nhỏ đã được tách ra để trinh sát các ngọn đồi và một toán các hiệp sĩ dưới sự chỉ huy của Hugh của Burgundy được tách ra để đi chạy ngược chạy xuôi khắp các hàng quân để đảm bảo rằng họ giữ được tổ chức của thế trận.
Cuộc tấn công đầu tiên của người Saracen diễn ra vào lúc chín giờ sáng. Trong một nỗ lực để phá hủy sự gắn kết của đối phương và làm lung lay quyết tâm của họ, các cuộc tấn công dữ dội đã được kèm theo âm thanh khủng khiếp của tiếng chiêng trống và thanh la, tiếng kèn cùng với tiếng người la hét. Cuốn Itinerarium Regis Ricardi có ghi: "Vì vậy, người Thổ Nhĩ Kỳ đông một cách không kể xiết đổ vào quân đội của chúng ta từ mọi phía, từ hướng biển và từ đất liền. Lúc đó khoảng không gian xung quanh không rộng đến 2 dặm [3,2 kilômét], và dường như là không cái gì có thể tồn tại trước những đợt tấn công của người Thổ Nhĩ Kỳ". Nhưng khi đợt tấn công này không có hiệu quả như mong muốn, nó được hướng sang bên cánh trái của quân Thập tự chinh và các Hiệp sĩ Hospitaller phải chịu áp lực lớn nhất. Từng bước từng bước một, các cuộc tấn công kéo sang phần còn lại của đội hình của Richard. Những cuộc tấn công diễn ra theo cùng một kiểu: người Bedouin và Nubia bắn tên và phóng lao vào đội hình của kẻ thù, trước khi cho phép các cung kỵ tiến lên và tấn công theo kiểu phi ngựa vòng quanh, một kỹ thuật được thực hành rất tốt của người châu Á. Các xạ thủ bắn nỏ của quân Thập tự chinh trả lời khi khả năng này là có thể, mặc dù nhiệm vụ chính của các quân Thập tự chinh chỉ đơn giản là để duy trì đội hình của họ khi đối mặt với các hành động khiêu khích. Tại một số vị trí dọc theo đội hình hình cột của Thập tự quân, hai đội quân đã tham gia cận chiến.

## Hiệp sĩ Dòng đền phá vỡ hàng ngũ
Tất cả những nỗ lực tột bậc nhất của Saladin cũng không thể chia chia cắt đội hình hình cột của Thập tự quân hoặc ngăn chặn bước tiến của họ về hướng Arsuf. Richard được xác định là giữ vững các đội quân của mình lại với nhau, buộc đối phương phải lao vào như những con thiêu thân trong những cuộc tấn công lặp đi lặp lại, và rồi ông thấy rằng đây đúng là dịp để tung các hiệp sĩ của mình vào một cuộc tấn công tổng lực tập trung. Tuy nhiên lúc này vẫn tồn tại những rủi ro vì binh sĩ không chỉ hành quân dưới sự khiêu khích nghiêm trọng của đối phương mà họ còn bị nắng nóng và khát. Và tình hình cũng rất là nghiêm trọng vì người Saracens đã giết chết rất nhiều ngựa đến mức một số những hiệp sĩ riêng của Richard bắt đầu tự hỏi xem liệu có thể triển khai một cuộc tấn công vào lúc này.
Vào lúc mà lực lượng tiên phong tiến vào được vào Arsuf vào giữa buổi chiều, các xạ thủ bắn nỏ của Hiệp sĩ Dòng đền ở phía hậu quân đã vừa nạp tên vừa bắn lại vừa đi giật lùi. Chắc chắn rằng chiến đấu theo kiểu này làm cho họ bị mất đội hình và đối phương đã nhanh chóng tận dụng cơ hội này và di chuyển vào khoảng trống đó. Đối với quân Thập tự chinh, trận Arsuf lúc này đã bước vào một giai đoạn quan trọng. Garnier de Nablus yêu cầu Richard cho phép tấn công. Nhưng ông này từ chối và vẫn ra lệnh duy trì vị trí chung. Mệnh lệnh này là quá với sức mà các Hiệp sĩ Dòng đền có thể chịu đựng. Garnier de Nablus rút kiếm tấn công vào người Saracen sau một tiếng hô Thánh George! và cuốn theo sau một cách nhanh chóng tất cả các phần còn lại của hiệp sĩ của mình rồi một số người Pháp cũng bị cuốn theo họ.

## Phản ứng của Thập tự quân

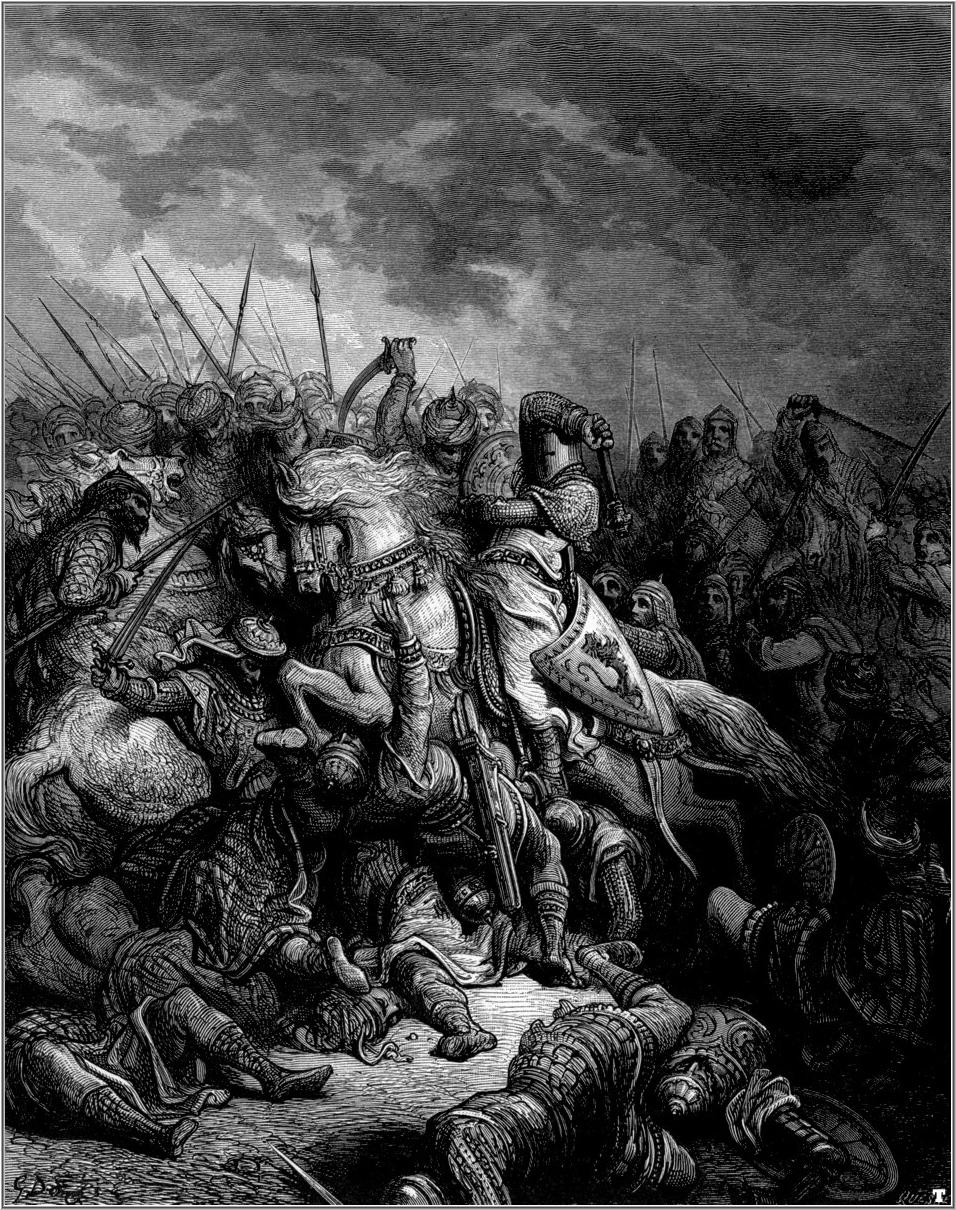
Richard I, the Lionheart và Saladin tại Trận Arsuf, của Gustave Doré.

Hành động nông nổi của các Hiệp sĩ Dòng đền có thể làm cho toàn bộ chiến thuật của Richard bị phá sản. Nhưng rất may là khi mà Garnier de Nablus bắt đầu cuộc tấn công của mình thì Saladin lại ra lệnh cho cung thủ của mình xuống ngựa để bắn tên được chính xác hơn và họ đã bị choáng bởi cuộc tấn công bất ngờ của các Hiệp sĩ Dòng đền.
Richard biết rằng nếu ông không hỗ trợ cho các Hiệp sĩ Dòng đền, họ sẽ ngay lập tức bị cô lập và tàn sát. Nhưng nếu ông quyết định gửi quá nhiều kỵ binh tăng viện cho họ, có thể ông sẽ làm suy yếu toàn bộ lực lượng còn lại của mình. Muzaffar al-Din Gökböri, một trong những chỉ huy của Saladin đang cố gắng để tập hợp người của mình với ý định là tấn công vào các cung thủ của đối phương. Trước khi ông ta vào được một vị trí để triển khai được cuộc tấn công này, Richard tập hợp lại quân đội của mình và tung ra một đợt tấn công thứ hai bao gồm các hiệp sĩ người Breton và Angevin hướng tới sườn trái của Saladin. Bản thân Richard dẫn đầu một cuộc tấn công thứ ba và cuối cùng bao gồm các hiệp sĩ người Norman và người Anh.
Trong một nỗ lực để khôi phục lại tình hình, Taqi al-Din, cháu trai của Saladin đã điều 700 người là cấm quân của Sultan Saladin để vào sườn trái của Richard. Cảnh giác với sự nguy hiểm vì lúc này lực lượng của ông đã bị trải ra rải rác. Richard cho tập hợp lại lực lượng của mình một lần nữa rồi và rồi tung ra đợt tổng tấn công cuối. Nó đã gây ra nhiều áp lực hơn so với sức ép mà đối phương có thể chịu được; quân của Saladin đã bị vỡ trận và bị truy kích một cách gắt gao trên những ngọn đồi của Arsuf bởi các hiệp sĩ Thập tự chinh. Ngọn cờ của nhà vua đã được cắm trên ngọn đồi của Saladin, trong khi doanh trại của quân Saracen bị cướp phá. Vào lúc này bóng tối đã buông xuống, Richard không cho phép đuổi theo nữa.

## Sau trận chiến

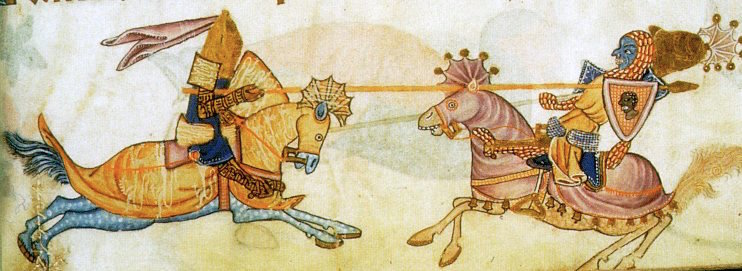
Cuộc chạm trán tưởng tượng giữa Richard I và Saladin, bản phác thảo thế kỷ 13

Như thường lệ với những trận đánh thời Trung cổ, rất khó để đánh giá chính xác thiệt hại ở mức nào. Các nhà sử gia Cơ đốc giáo cho rằng bên phía quân Hồi giáo bị thiệt hại khoảng 32 vị tiểu vương và 7.000 binh sĩ nhưng con số thực thì có thể là nhiều hơn hoặc ít hơn. Thiệt hại của Richard là không quá 700 người trong đó có James của Avesnes.
Arsuf là một chiến thắng quan trọng, nhưng không giống như chiến thắng của Saladin ở trận Hattin, trận này không phải là một trận thắng quyết định. Quân đội đối phương đã không bị tiêu diệt, nhưng việc tháo chạy được coi là một sự xấu hổ của người Hồi giáo và nó thúc đẩy nâng cao tinh thần chiến đấu cho quân Thập tự chinh. Sau khi tháo chạy, Saladin đã có thể tập hợp lại và cố gắng để tiếp tục giao tranh nhưng chỉ làm cho quân Thập tự chinh giật mình quay lại và phản ứng chứ ông ta không còn khả năng tổ chức một cuộc tấn công với quy mô hoành tráng. Mùa đông đã bắt đầu có nghĩa là Saladin không thể tiếp tục theoi đuổi. Arsuf đã làm hoen ố danh tiếng của Saladin như là một chiến binh bất khả chiến bại và đã chứng tỏ lòng dũng cảm của Richard trong cương vị một người lính và kỹ năng của ông như là một chỉ huy. Richard đã có thể tấn công và giữ được Jaffa, một động thái quan trọng chiến lược để chiếm lại Jerusalem. Khi lấy đi Jaffa của Saladin, Richard đã đe doạ nghiêm trọng đến Jerusalem, lúc này đang nằm trong tay Saladin bởi vì Jaffa là một hải cảng rất gần thành phố Thánh.